# Пер Аскім
Пер Аскім (норв. Per Askim; 24 лютого 1881 — 8 березня 1963) — норвезький морський офіцер, учасник Другої світової війни. Командував двома кораблями берегової оборони, що захищали Нарвік під час німецького вторгнення до Норвегії 9 квітня 1940 року.

## Особисте життя
Аскім народився у місті Мосс в родині військового офіцера Карла Аскіма та Алетт Генрікке Крістіансен. Він був одружений з Анні Марі Ганссен з 1906 року до її смерті в 1935 році, а з 1937 року на Сігне Ганссен, сестрі його першої дружини.

## Кар'єра
Аскім закінчив Норвезьку військово-морську академію і отримав звання другого лейтенанта в 1901 році. У 1904 році він отримав звання першого лейтенанта, а в 1910 році — капітана. У 1934 році він отримав звання командира-капітана (kommandørkaptein), і він пішов у відставку з ВМС у 1936 році.
У 1940 році його було відкликано до військово-морського флоту, і йому було передано командування кораблем берегової оборони HNoMS Norge і відповідав за берегову оборону в Північній Норвегії.
9 квітня 1940 року корабель «Norge», яким керував Аскім, був уражений двома торпедами під час зіткнення з німецьким есмінцем «Бернд фон Арнім» у гавані Нарвіка. 101 людина загинула, а 90 вдалося врятувати, включаючи Аскіму.
Він евакуювався до Великої Британії в 1940 році і служив військово-морським аташе у Вашингтоні з 1940 по 1943 рік. З 1943 року він служив начальником відділу планування у Верховному командуванні Норвегії в Лондоні. 8 травня 1945 року він був єдиним норвезьким членом комісії з капітуляції у Ліллегаммері, коли німецький генерал Франц Беме підписав умови капітуляції від імені німецьких військ у Норвегії.
З травня по грудень 1945 року Аскім очолював Норвезьке морське командування Marinekommando Øst. Потім він повернувся до своєї роботи в Норвезькій прибережній адміністрації, де працював до виходу на пенсію в 1952 році. Він помер в Осло в 1963 році у віці 82 років.

## Нагороди
Аскім нагороджений Норвезьким військовим хрестом з мечем за досягнення під час Другої світової війни.